# القوات الإفريقية لتحرير موريتانيا
القوات الإفريقية لتحرير موريتانيا (بالإنجليزية: African Liberation Forces of Mauritania)‏ (بالفرنسية: Forces de Libération Africaines de Mauritanie)‏ أو اختصارا FLAM) هي حركة تقوم على العرق الأسود وتزعم أن موريتانيا أرض احتلها العرب وأخذوها من الأفارقة السود السكان الأصليين للبلاد.
تعيش هذه الحركة في المنفى وذلك في السنغال وفرنسا والولايات المتحدة الأمريكية، وكان لها دورا بارزا في الأحداث الدموية التي جرت بين موريتانيا والسنغال عام 1989 والتي راح ضحيتها الكثير من الجانبين.